# (200241) 1999 VY97
(200241) 1999 VY97 es un asteroide perteneciente al cinturón de asteroides, descubierto el 9 de noviembre de 1999 por el equipo del Lincoln Near-Earth Asteroid Research desde el Laboratorio Lincoln, Socorro, Nuevo México.

## Designación y nombre
Designado provisionalmente como 1999 VY97.

## Características orbitales
1999 VY97 está situado a una distancia media del Sol de 2,752 ua, pudiendo alejarse hasta 2,889 ua y acercarse hasta 2,614 ua. Su excentricidad es 0,049 y la inclinación orbital 5,055 grados. Emplea 1667,62 días en completar una órbita alrededor del Sol.
El próximo acercamiento a la órbita terrestre se producirá el 1 de noviembre de 2045.

## Características físicas
La magnitud absoluta de 1999 VY97 es 16,1.